# Florentin zu Salm-Salm

Florentin 4. Fürst zu Salm-Salm

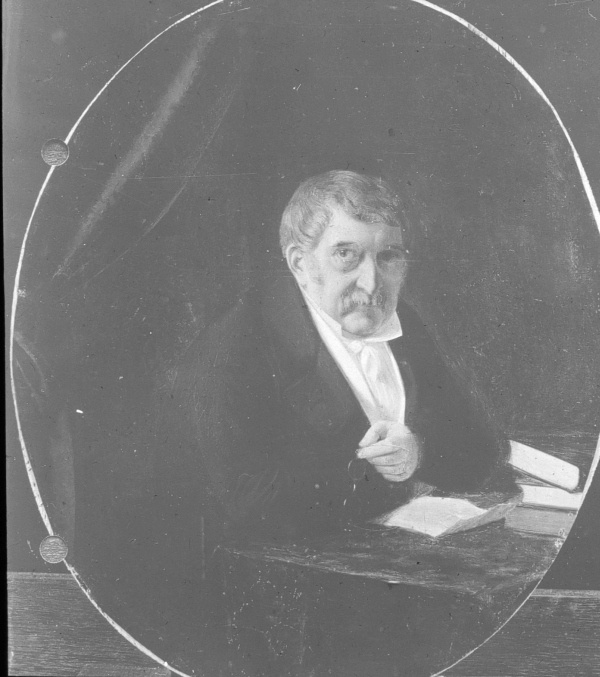
Altersbildnis

Wilhelm Florentin Ludwig Karl Fürst zu Salm-Salm (* 17. März 1786 in Senones; † 2. August 1846 auf Burg Anholt bei Isselburg) war der 4. Fürst zu Salm-Salm und Herr auf der Wasserburg Anholt.
Florentin war der einzige Sohn des Fürsten Konstantin Alexander Joseph zu Salm-Salm (1762–1828), Herr auf Burg Anholt, aus der Ehe mit Victoria Felicitas Prinzessin zu Löwenstein-Wertheim-Rochefort. Er heiratete am 21. Juli 1810 auf Schloss Napoleonshöhe (heute: Schloss Wilhelmshöhe) in Kassel Flaminia di Rossi (* 21. Juli 1795 in Ajaccio; † 20. Dezember 1840 in Anholt), die Tochter des korsischen Adligen Nicolò di Rossi und der aus italienischem Adel stammenden Angela Maria Baciocchi, einer Schwester des Fürsten Félix Baciocchi, welcher Napoleons Schwester Elisa geheiratet hatte.
Florentin stand als Oberst und Adjutant in den Diensten von König Jérôme von Westphalen. In dieser Funktion war Florentin auch an der gewaltsamen Niederschlagung von Unruhen in benachbarten Großherzogtum Berg beteiligt. Nach der Franzosenzeit war er kurzzeitig Oberkommandant von Landwehreinheiten des Arrondissements Rees bzw. Kreises Rees. Dann trat er in niederländische Dienste, wo er als Oberst des Regiments der Königin fungierte und später im Range eines Generalmajors quittierte.
Im Rahmen der Neuordnung Europas durch den Wiener Kongress wurde das Territorium des bis 1810 souveränen Fürstentums Salm zwar dem Königreich Preußen zugeschlagen, der Fürstentitel, den Florentin nach dem Tod seines Vaters 1828 übernahm, und die Herrschaft Anholt als Wohnsitz blieben der Familie jedoch erhalten.
Nachdem Belgien am 4. Oktober 1830 die Unabhängigkeit von den Niederlanden erklärt hatte, gehörte Fürst Florentin aufgrund seiner genealogischen Verbindung zum Herzogtum Hoogstraeten zu den Kandidaten auf die Königswürde, die der Belgische Nationalkongress dann aber an den Prinzen Leopold von Sachsen-Coburg vergab. Dieser bestieg als Leopold I. den neu geschaffenen belgischen Thron.
Florentin zu Salm-Salm war Träger des Ordens der Westphälischen Krone und des Hubertusordens.

## Familie
Mit seiner Frau Flaminia hatte er drei Söhne:
- Alfred Konstantin (* 26. Dezember 1814; † 5. Oktober 1886), trat als 5. Fürst die Nachfolge als Chef des Hauses an
- Emil   (* 6. April 1820; † 27. Juni 1858), heiratete 1851 Agnes von Ising (* 3. Juli 1822; † 26. Februar 1887)
- Felix (1828–1870), wurde Offizier zunächst in Preußen, dann in Österreich, danach bei den Nordstaaten, anschließend in Mexiko Adjutant von Kaiser Maximilian, nach dessen Sturz und Hinrichtung wieder preußischer Offizier und starb in der Schlacht bei Gravelotte, zusammen mit Florentin zu Salm-Salm (1852–1870), dem Sohn von Emil